# HMS Quail (G45)
«Квейл» (англ. HMS Quail (G45) — військовий корабель, ескадрений міноносець типу «Q» Королівського військово-морського флоту Великої Британії за часів Другої світової війни.

## Історія створення
Ескадрений міноносець «Квейл» закладений 30 вересня 1940 року на верфі компанії R. and W. Hawthorn, Leslie and Company, Limited у Геббурні. 1 червня 1942 року він був спущений на воду, а 7 січня 1943 року увійшов до складу Королівських ВМС Великої Британії. Есмінець брав участь у бойових діях на морі в Другій світовій війні, бився у Середземному морі.

## Історія служби
7 січня 1943 року «Квейл» увійшов в експлуатацію, приєднавшись до Домашнього флоту в Скапа-Флоу, де розпочав тренування. У лютому його було призначено супроводжувати об'єднані військові конвої WS 27 і KMF 10A під час їх проходження з Клайда. WS 27 прямував на Близький Схід через мис Доброї Надії, а KMF10A прямував до Середземного моря через Гібралтар. Командування ВМС планувало, що «Квейл» приєднається до 3-ї флотилії в Індійському океані. 27 лютого есмінець приєднався до ескорту конвою WS 27 у Клайді разом з лінкором «Малая» та есмінцями «Рейдер», «Квадрант», «Квінборо» і «Волверін» як океанський супровід для проходу конвою через Атлантику. «Квейл» залишився з конвоєм WS 27, коли кораблі KMF 10A 2 березня від'єдналися від основних сил конвою, щоб відплисти до Гібралтару. 5 березня «Квадрант» залишив конвой, а 8 березня «Квейл», «Квінборо» і «Рейдер» залишили транспорти конвою після його прибуття до Фрітауна, Сьєрра-Леоне.
11 березня «Квейл» разом із «Квінборо» та «Рейдером» було направлено для прикриття проходу конвою WS 27, що прямував до Дурбану. Вони супроводжували його до Дурбану, прибувши 24 березня. У квітні вони повернулися до Фрітауна, де «Квейл» отримав наказ повернутися до Великої Британії. 29 квітня разом з есмінцем «Кваліті» він вирушив у похід і в травні по прибуттю есмінці знову приєдналися до флотилії в Скапа-Флоу. У червні «Квейла» включили до угруповання флоту для підтримки висадки союзників на Сицилії (операція «Хаскі»). 8 липня «Квейл» відплив як частина сил прикриття лінкорів «Нельсон», «Родні», «Воспайт» і «Веліант», авіаносців «Індомітебл» і «Формідебл» та крейсерів «Аврора», «Пінелопі», «Клеопатра» і «Евріал» разом з есмінцями «Квіліам», «Квінборо», «Айсіс», «Фокнор», «Еко», «Інтрепід», «Рейдер», «Екліпс», «Ф'юрі», «Інглефілд», «Айлекс», «Трубрідж», «Тиріан», «Тьюмалт», «Оффа», грецький «Васілісса Ольга» та польський «Піорун» у Західному Середземномор'ї. Кораблі забезпечили прикриття від втручання Італії у висадку союзників, і до 12 липня супроводжуючі есмінці були розгорнуті для патрулювання та перехоплення. 14 липня «Квейл» і «Квіліам» діяли разом з крейсерами «Клеопатра» та «Евріал» біля східного узбережжя Сицилії.
«Квейл» продовжував виконувати ці функції протягом серпня, а 21 серпня здійснив бомбардування материкової частини Італії з Мессінської протоки. Через десять днів, 31 серпня, він був у складі сил прикриття лінкорів «Нельсон» і «Родні» та крейсера «Орайон» під час їхнього попереднього бомбардування узбережжя Італії між Реджо-Калабрія та Пессаро перед висадкою союзників в материкової Італії. На початку вересня «Квейл» виконував завдання з артилерійського обстрілу та охорони з есмінцями «Оффа», «Пітард», «Квінборо», «Квіліам», «Тартар», «Трубрідж», «Тиріан» та «Піорун». 2 вересня «Квейл» бомбардував район на південь від Реджо-Калабрія, а з 9 по 16 вересня він приєднався до інших есмінців для прикриття лінкорів «Нельсон», «Родні», «Ворспайт» і «Веліант», а також авіаносців «Іластріас» і «Фомідебл». Вони забезпечували вогневу підтримку біля берега та здійснювали протичовнове патрулювання і захист від атак швидкісних катерів Крігсмаріне. У жовтні «Квейл» був переведений в Адріатику та базувався у Барі для підтримки військових операцій та супроводу конвоїв. 22 жовтня він перехопив та захопив вороже торгове судно під час патрулювання.
15 листопада під час патрулювання в Адріатичному морі «Квейл» підірвався на міні, яка була частиною загородження, встановленого німецьким підводним човном U-453 25 жовтня. Наступного дня його викинули на берег, щоб чекати порятунку. У грудні пошкоджений корабель відбуксирували до Барі для тимчасового ремонту. З січня до квітня 1944 року він провів на тимчасовому ремонті, щоб дозволити здійснити перехід до Таранто для капітального ремонту. «Квейл» відбуксирували до Таранто, але там було домовлено, що його потрібно ремонтувати на Мальті. Після подальших приготувань корабель вирушив на буксирі на Мальту в травні, але 18 травня перекинувся і затонув по дорозі в затоці Таранто.
5 червня 2002 року італійська група водолазів під керівництвом Клаудії Серп'єрі виявила затонулий корабель «Квейл» і зняла його на відео. Зараз він лежить на глибині 90 метрів.